# Inmigración noruega en Nueva Zelanda
La inmigración noruega en Nueva Zelanda es el movimiento migratorio de personas provenientes de Noruega hacia Nueva Zelanda. Los noruego-neozelandeses (en noruego: Norsknewzealendere, en inglés: Norwegian New Zealander) son personas nacidas o naturalizadas en Nueva Zelanda de ascendencia u origen noruego, siendo la mayoría de éstas, parte de la diáspora noruega. Alrededor de 10.000 noruegos residen en el país oceánico. Por otra parte, 32.850 neozelandeses declararon tener ascendencia noruega, ya sea parcial o completa.

## Historia
Se establecieron dos asentamientos noruegos en Nueva Zelanda, uno en Norsewood, el Seventy Mile Bush, al sur de la Isla Norte, y el otro en el Manawatu. Los emigrantes llegaron allí desde 1868. En 1878 el número de personas nacidas en Noruega era de 1.213, y la emigración de Noruega, a partir de allí, descendió.
Norsewood, en Seventy Mile Bush de Nueva Zelanda, comenzó como un asentamiento noruego en 1872. En 1881, Nueva Zelanda tenía 1.271 residentes nacidos en Noruega, y en 1901 había 1.279.

### Estudiantes
Nueva Zelanda y Australia son unos de los países más populares para los estudiantes noruegos. Actualmente hay alrededor de 200 noruegos estudiando en Nueva Zelanda. También hay unos 2.500 estudiantes noruegos en Australia. La mitad de los estudiantes noruegos en Nueva Zelanda y Australia son miembros de la ANSA - La Asociación de Estudiantes de Noruega en el extranjero.